# 雷蒙·M·懷特
雷蒙·莫里斯·“比爾”·懷特（Raymond Maurice "Bill" White，1909年—1972年），是一名英格蘭羽球運動員。
懷特從1932年到1938年在全英羽球公開錦標賽共贏得7次冠軍，包括2次男子單打（1933年、1935年），4次男子雙打（1932-1935年，均搭配唐納德·C·休謨）及1次混合雙打（1938年，搭配貝蒂·優霸）。該賽事在當時被認為是非官方的世界羽球錦標賽。